# Вілфредо Васкес
Вілфредо Васкес (англ. Wilfredo Vázquez, 2 серпня 1960) — пуерториканський професійний боксер, чемпіон світу за версією WBA (1987—1988) в легшій вазі, (1992—1995) в другій легшій вазі і (1996—1998) в напівлегкій вазі.
Вілфредо — батько Вілфредо Васкеса-молодшого, боксера, чемпіона світу.

## Професіональна кар'єра
На профірингу дебютував з поразки 1981 року. Маючи рекорд 21-1-1, 8 лютого 1986 року вийшов на бій проти чемпіона WBC у другій легшій вазі Мігеля Лори (Колумбія) і програв одностайним рішенням.
4 жовтня 1987 року вийшов на бій проти чемпіона WBA в легшій вазі Пак Чан Йон (Південна Корея) і переміг технічним нокаутом в десятому раунді. Провів один успішний захист титулу. 9 травня 1988 року програв розділеним рішенням Каокор Гелексі (Таїланд) і втратив титул.
10 вересня 1990 року завоював титул чемпіона за маловідомою версією IBC у другій легшій вазі.
27 березня 1992 року в бою проти Рауля Переса (Мексика) завоював титул чемпіона WBA в другій легшій вазі. Провів десять успішних захистів титулу, у тому числі проти Орландо Канісалеса (США). 13 травня 1995 року програв одностайним рішенням Антоніо Серменьйо (Венесуела) і втратив титул.
Піднявшись в напівлегку вагу, здобув три перемоги. 18 травня 1996 року вийшов на бій проти чемпіона WBA в напівлегкій вазі Елоя Рохаса (Венесуела) і завдав супернику поразки технічним нокаутом в одинадцятому раунді. Нокаут у цьому поєдинку був визнаний нокаутом 1996 року за версією журналу «Ринг». Провівши чотири захисти, Васкес відмовився від титулу на користь бою з чемпіоном WBO Насімом Хамедом (Велика Британія). 18 квітня 1998 року Хамед змусив капітулювати Васкеса у сьомому раунді, до цього чотири рази надіславши в нокдаун.
В наступні роки провів ще 7 поєдинків, в яких здобув 6 перемог і зазнав однієї поразки.